# سيليجيلين
سيليجيلين، يُعرَف باسم ل-دبرينيل ويُباع بأسماء تجارية عديدة منها إلديبريل وإيمزام، هو دواء يُستخدَم في علاج داء باركنسون والاضطراب الاكتئابي الشديد. يُعطَى لمرضى باركنسون على شكل كبسولات أو أقراص عن طريق الفم، ويعطى في حال الاكتئاب على شكل لصاقات جلدية.
يعمل سيليجيلين كمثبط أوكسيداز أحادي الأمين، ويزيد مستويات النواقل العصبية من فئة أوكسيداز أحادي الأمين في الدماغ. بالجرعات السريرية الاعتيادية، يكون السيليجيلين مثبط انتقائي غير عكوس للأوكسيداز أحادي الأمين-ب، فيزيد مستويات الدوبامين في الدماغ. بالجرعات الأعلى، يفقد السيليجيلين نوعيته ويثبط أيضًا أوكسيداز أحادي الأمين-أ، فيزيد من مستويات السيروتونين، والنورإبينفرين، والدوبامين، في الدماغ.

## الاستخدامات الطبية

### داء باركنسون
عندما يكون في شكل حبوب، يُستخدَم السيليجيلين لعلاج أعراض داء باركنسون. غالبًا ما يستخدم كدواء مساعد لأدوية مثل ليفودوبا، على الرغم من أنه قد استخدِم بشكل غير مصادق عليه كعلاج وحيد. السبب الكامن وراء إضافة سيليجيلين إلى ليفودوبا هو تقليل الجرعة المطلوبة من ليفودوبا وبالتالي تقليل الاختلاطات الحركية للعلاج بليفودوبا. يؤخّر سيليجيلين النقطة التي يصبح فيها العلاج بليفودوبا ضروريًا من حوالي 11 شهرًا إلى حوالي 18 شهرًا بعد التشخيص. هناك بعض الأدلة على أنَّ السيليجيلين يعمل كعامل حماية للأعصاب ويقلل من معدل تطور المرض، على الرغم من أن ذلك موضع خلاف.

### الاكتئاب
قد أعطي السيليجيلين أيضًا عن طريق لصاقة جلدية تُستخدَم كعلاجٍ للاضطراب الاكتئابي الشديد.
وجدت مراجعة كميّة نُشرت عام 2015 أنه بالنسبة للنتائج المُجمَّعة من التجارب الحاسمة، كان العدد المطلوب معالجته (إشارة على حجم التأثير، لذا فالعدد المنخفض أفضل) بالنسبة للصاقة من أجل تقليل الأعراض هو 11، وكان من أجل الهدأة 9. يتراوح العدد المطلوب لإلحاق الضرر (عكس العدد المطلوب معالجته، العدد الأعلى هنا أفضل) من 387 بالنسبة للتأثيرات الجانبية الجنسية إلى 7 بالنسبة لتفاعلات موقع التطبيق. فيما يتعلق باحتمالية المساعدة أو الضرر، أظهر التحليل أن لصاقة السيليجيلين كانت من المرجح أن تؤدي إلى حدوث هدأة 3.6 مرات مقابل التوقف بسبب التأثيرات الجانبية؛ كانت احتمالية المساعدة أو الضرر للهدأة مقابل الأرق 2.1؛ وكانت احتمالية المساعدة أو الضرر للهدأة مقابل التوقف بسبب الأرق 32.7. كانت كلتا احتمالية المساعدة أو الضرر للهدأة مقابل الأرق وسوء الوظيفة الجنسية قليلة.

### اضطراب نقص الانتباه وفرط النشاط
يُستخَدم السيليجيلين لعلاج اضطراب نقص الانتباه وفرط النشاط.

### الجمهور الخاص
بالنسبة لكل الاستخدامات البشرية وكل الأشكال الدوائية، يعتبر السيليجيلين من أدوية الفئة سي بالنسبة للسلامة أثناء الحمل إذ أظهرت الدراسات على حيوانات المخبر الحامل وجود تأثيرات جانبية خطيرة على الجنين، لكن لا توجد دراسات كافية لدى البشر.

## تأثيرات جانبية
تشمل التأثيرات الجانبية لأقراص السيليجيلين التي تُعطَى بالمشاركة مع ليفودوبا، مرتبة تنازليًا حسب تواتر الحدوث: الغثيان، والهلوسات، والتشوش الذهني، والاكتئاب، وفقدان التوازن، والأرق، وزيادة الحركات اللاإرادية، والهيوجية، وبطء أو عدم انتظام معدل ضربات القلب، والوُهام، وارتفاع ضغط الدم، وحدوث ذبحة صدرية جديدة أو تفاقم ذبحة قديمة، والإغماء. تنتج معظم التأثيرات الجانبية عن ارتفاع إشارات الدوبامين، ويمكن تخفيفها عن طريق تقليل جرعة ليفودوبا.
تشمل التأثيرات الجانبية الرئيسية للصاقة التي تُستخدَم لعلاج الاكتئاب: تفاعلات في موقع التطبيق، والأرق، والإسهال، والتهاب الحلق. تحمل لصاقة السيليجيلين تحذيرًا ضمن صندوق أسود حول احتمال زيادة خطر الانتحار، خاصة بالنسبة للشباب، كجميع مضادات الاكتئاب منذ عام 2007.

## تداخلات
يأتي كلا الشكلين الفموي والجلدي مع تحذيرات قوية ضد مشاركة السيليجيلين مع الأدوية التي قد تؤدي إلى حدوث متلازمة السيروتونين، مثل مثبطات استرداد السيروتونين الانتقائية ودواء السعال ديكستروميثورفان. لا ينصح باستخدام السيليجيلين مع المسكن الأفيوني بيثيدين لأن ذلك قد يؤدي إلى حدوث تأثيرات جانبية خطيرة. يعتبر استخدام العديد من المواد الأفيونية الاصطناعية الأخرى مثل الترامادول والميثادون، بالإضافة إلى العديد من أدوية التريبتان، مضاد استطباب بسبب احتمال حدوث متلازمة السيروتونين.
تزيد حبوب منع الحمل التي تحتوي على إيثينيل إستراديول وبروجيستين من التوافر البيولوجي للسيليجيلين بنحو 10 - 20 ضعفًا. قد تؤدي المستويات العالية إلى فقدان الانتقائية لأوكسيداز أحادي الأمين-ب، وقد يبدأ السيليجيلين في تثبيط أوكسيداز أحادي الأمين-أ أيضًا. يزيد ذلك من قابلية التعرض للتأثيرات الجانبية لمركبات أوكسيداز أحادي الأمين غير الانتقائية، مثل هجمة ارتفاع ضغط الدم المُحرَّضة بالتيرامين وسمية السيروتونين عندما يُعطَى مع الأدوية السيروتونينية.
يحمل كلا الشكلين الدوائيين تحذيرات حول قيود الطعام لتجنب هجمة ارتفاع ضغط الدم المرتبطة بمثبطات أوكسيداز أحادي الأمين. كانت أحد أهداف الشكل الجلدي التغلب على قيود الطعام؛ وأظهرت التجارب السريرية أنها نجحت في ذلك. بالإضافة إلى ذلك، في مراقبة ما بعد التسويق استمرت من أبريل 2006 إلى أكتوبر 2010، أُجري 13 تقريرًا ذاتيًا فقط عن حوادث ارتفاع ضغط دم محتملة أو حدوث ارتفاع ضغط الدم لدى 29,141 شخص قد تعرضوا للدواء، ولم يكن أي منها مصحوبًا ببيانات سريرية موضوعية. إن أقل جرعة في طريقة الإعطاء الجلدي هي 6 مغ / 24 ساعة، ولا تتطلب أي قيود غذائية. تتطلب الجرعات العالية من اللصاقة والتركيبات الفموية، سواءً بالمشاركة مع مثبطات أكسيداز أحادي الأمين غير الانتقائية الأقدم أو بالاشتراك مع مثبط أوكسيداز أحادي الأمين-أ العكوس موكلوبميد، نظامًا غذائيًا منخفض التيرامين.

## علم الأدوية

### الديناميكيا الدوائية
السيليجيلين هو مثبط انتقائي لأوكسيداز أحادي الأمين-ب، يثبطه بشكل غير عكوس عن طريق الارتباط معه تساهميًا. يمارس تأثيراته عن طريق منع تفكيك الدوبامين، وبالتالي زيادة فعاليته. قد تكون خصائصه الوقائية العصبية المحتملة ناتجة عن حماية الخلايا العصبية المجاورة من جذور الأكسجين الحرة التي تنتج عن فعالية أوكسيداز أحادي الأمين-ب. بالجرعات العالية، يفقد السيليجيلين انتقائيته للأوكسيداز أحادي الأمين-ب، ويثبط مثبط أوكسيداز أحادي الأمين-أ أيضًا.
يثبط السيليجيلين أيضًا السيتوكروم 2A6، وقد يزيد من تأثيرات النيكوتين نتيجة لذلك. يبدو أن السيليجيلين أيضًا يفعّل مستقبلات سيغما 1، إذ يملك ألفة عالية نسبيًا لهذه المستقبلات تبلغ حوالي 400 نانومتر.

### الحركية الدوائية
للسيليجيلين توافر حيوي عندما يؤخذ عن طريق الفم يبلغ نحو 10%، ويزيد عند تناوله مع وجبة دسمة لأن الجزيء قابل للذوبان في الدهون. يرتبط السيليجيلين ومستقلباته بشدة ببروتينات البلازما (بمعدل 94%). تعبر الحاجز الدموي الدماغي وتدخل إلى الدماغ، حيث تتركز بشكل أكبر في المهاد، والعقد القاعدية، والدماغ المتوسط ، والتلفيف الحزامي. 
غالبًا ما يُستقلَب السيليجيلين في الأمعاء والكبد، ويُفرّز هو ومستقلباته في البول.
ينتج عن الإعطاء الشدقي للسيليجيلين توافر حيوي أعلى بنحو 5 أضعاف، وتركيز دموي يمكن تكراره بشكل أكبر، وينتج مستقلبات أمفيتامين بشكل أقل مقارنة مع شكل الأقراص الفموية.

#### الاستقلاب
يُستقلَب السيليجيلين بواسطة السيتوكروم ب450 إلى ل-ديسميثيلسيليجيلين وليفوميثأمفيتامين. يملك ل-ديسميثيلسيليجيلين بعض الفعالية المضادة للأوكسيداز أحادي الأمين-ب، ولكنها تكون أقل بكثير من فعالية السيليجيلين. يُعتقد أنه يتابع استقَلابه بواسطة السيتوكروم2C19 . يجري تحويل ليفوميثأمفيتامين إلى ليفوأمفيتامين. 
بسبب وجود هذه المستقلبات، قد يكون الأشخاص الذين يتناولون سيليجيلين إيجابيي «الأمفيتامين» أو «الميثامفيتامين» في اختبارات مسح الأدوية. في حين قد تساهم مستقلبات الأمفيتامين في قدرة السيليجيلين على تثبيط استرداد الناقلين العصبيين دوبامين ونورادرينالين، فقد ارتبطت أيضًا بانخفاض ضغط الدم الانتصابي والهلوسات. تجري هدركسلة مستقلبات الأمفيتامين، وفي المرحلة الثانية، تُقرَن بجلوكورونيل ترانسفيراز.
يُستقلَب دواء أحدث مضاد لداء باركنسون ومثبط لأوكسيداز أحادي الأمين-ب، راساجيلين، إلى 1 (ر)- أمينوندين، والذي لا يملك أي خصائص مشابهه للأمفيتامين.

#### اللصاقة الجلدية
بعد تطبيق اللصاقة على البشر، يصل 25% - 30% وسطيًا من محتوى السيليجيلين إلى الدوران الجهازي على مدار 24 ساعة. ينتج عن الجرعات الجلدية تعرض أعلى بكثير للسيليجيلين وتعرض أقل لجميع المستقلبات مقارنة بالجرعات الفموية؛ ويرجع ذلك إلى الاستقلاب الشديد بالعبور الأول للحبوب وانخفاض الاستقلاب بالعبور الأول للشكل الجلدي. لا يعد موقع التطبيق عاملًا مهمًا في كيفية توزيع الدواء. لدى البشر، لا يتراكم السيليجيلين في الجلد، ولا يُستقلَب هناك.